# Tamanrejo (Tunjungan)
Tamanrejo is een bestuurslaag in het regentschap Blora van de provincie Midden-Java, Indonesië. Tamanrejo telt 3303 inwoners (volkstelling 2010).